# Paulus' Brev til Filipperne
Filipperbrevet er et nytestamentligt brev fra apostlen Paulus og hans medarbejder Timotheus. Det er skrevet til menigheden i Filippi, en metropol i det østlige Makedonien. Filipperbrevet er et venskabsbrev med Jesus Kristus som hovedtema, og en ukuelig glæde over at budskabet om ham spredes. Brevet er skrevet fra et fængselsophold med risiko for dødelig udgang. Brevet menes at være skrevet i Rom omkring år 60-62 e.Kr. hvor Paulus sad fængslet i to år.
Menigheden i Filippi er den første menighed Paulus grundlagde i Europa på hans anden missionsrejse (Apg 16,12-40) formentlig år 49-50. Han opholdt sig meget kort tid i byen men nåede at grundlægge en livskraftig menighed.
Der hersker ikke tvivl om, at Paulus er forfatter til brevet. Men der er flere teorier, om afsnittet i brevet, Filipperbrevshymnen (Fil 2,6-11), er en Kristus-hymne, som Paulus citerer, eller om han selv har digtet hymnen.